# Cnemaspis magnifica
Cnemaspis magnifica — вид ящірок з родини геконових (Gekkonidae). Описаний у 2020 році.

## Поширення
Ендемік Індії. Поширений у штаті Карнатака.